# Shanghai bowuguan cang Chujian
Shanghai bowuguan cang Chujian (chinesisch 上海博物馆藏楚简 – „Bambustexte aus dem Staat Chu in den Beständen des Shanghai Museums“) sind eine bedeutende Sammlung von Bambustexten aus der Zeit der Streitenden Reiche. Ihre Herkunft ist unklar. Sie waren in Hongkong auf dem Antiquitätenmarkt aufgetaucht.
Wie die Funde von Baoshan und Guodian liefern sie wichtige Aufschlüsse über die chinesische Schrift der Vor-Qin-Zeit.
Die Texte erscheinen seit 2001 in Shanghai.

## Ausgabe
- Ma Chengyuan (馬承源) et al. (Hrsg.): Shanghai bowuguan cang Zhanguo Chu zhushu (Bambustexte aus dem Staat Chu der Zeit der Streitenden Reiche in den Beständen des Shanghai Museums) (Shanghai: Shanghai guji chubanshe, 2001 ff.)